# Мантейфели
Мантейфели (нем. Mannteuffel; ед. ч. фон Мантейфель) — немецкий баронский род, происходящий из Померании, представители которого служили в Пруссии, Саксонии и Баварии (баварская ветвь имела графский титул).
Этот род не следует путать с Цеге-фон-Мантейфелями — немецким баронским и графским родом, имевшим другое происхождение и другой герб, происходившим из Курляндии, большинство представителей которого в XVIII — начале XX века являлись подданными России и в обиходе писались также Мантейфелями. Род Цеге-фон-Мантейфель был занесён в дворянские матрикулы всех трёх Прибалтийских губерний Российской империи и острова Эзеля (Сааремаа).
О представителях обоих родов см. Мантейфель.

## Описание герба
В серебряном поле красный пояс.
На щите графская корона и над ней коронованный дворянский шлем. Нашлемник — два черных распростертых орлиных крыла. Намет красный с серебром. Щит держат два отвернувшихся коронованных серебряных орла, золотом вооруженных.